# Tàler

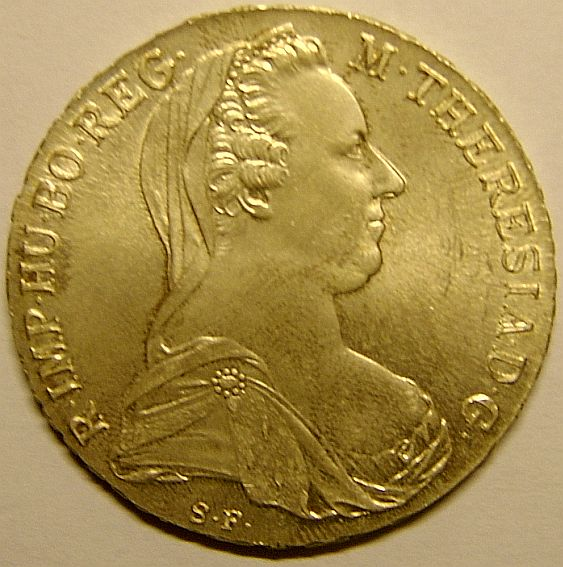
El famós tàler de Maria Teresa que es va batre per primer cop a la seca imperial l'any 1741; el seu nom fa referència a Maria Teresa I d'Àustria

El tàler fou una antiga moneda de plata utilitzada a Europa per diferents països durant més de quatre segles.
El nom prové de l'abreviació del nom Joachimstaler Guldengroschen donat a unes monedes fabricades el 1484 pel duc Segimon d'Àustria amb argent de les mines de  Sankt Joachimsthal de Bohèmia, avui Jáchymov a la República Txeca. La divisió política del Sacre Imperi Romanogermànic va fer que aviat hi van circular moltes monedes d'argent de valors diferents, el que dificultava els negocis.
Al reichtstag de 1559 i 1566 d'Augsburg es va organitzar el control de les moltíssimes seques senyorials i que va prescriure una moneda única, per la qual es va triar el tàler de Saxònia que va prendre el nom de reichstaler (tàler de l'imperi). La nova moneda va tenir molt d'èxit i es va estendre ràpidament i esdevenir un estàndard de facto per al comerç, també enllà de les fronteres del Sacre imperi. Tenia un pes de 29,23 grames am una taxa de 0,889 per mil d'argent.
Als Països Baixos espanyols, es va encunyar el «felip tàler», també anoménat Philippe o Philipsdaalder durant el regne de Felip II de Castella. Era de 34,27 gram d'argent i llei de vint quirats. Sota el govern de Fernando Álvarez de Toledo y Pimentel el 1567 s'hi va introduir el tàler borguinyó, igual al tàler del Sacre Imperi. Després va seguir un període confós de prerevolucionari contra el règim espanyol, es va tornar al felip tàler
El 1567 Al principat de Lieja, la ciutat de Nijmegen van prendre el Reichstaler. En declarar la seva desobediència al rei d'Espanya el 1581, aviat la República de les Set Províncies Unides independent, que formalment feien part del Sacre Imperi en desjunyir-se d'Espanya, va tornar el 1581 al rijksdaalder del mateix valor del reichstaler, per facilitar els negocis. El ducat de Brabant i el comtat de Flandes van guardar el felip. Des del 1840 la paraula va ser utilitzada als Països Baixos per una nova moneda de 2,5 florins de 25 gram amb una taxa d'argent 945 per mil. Amb el temps el preu de la plata va augmentar i la taxa de plata va baixar fins que el 1967 es va reemplaçar per un rijksdaalder fet només de níquel.
El 1871, després de la guerra francoprussiana, en rebre una important indemnització pagada en francs d'or, l'imperi prussià va abandonar el tàler i el patró plata i va introduir el marc d'or (Goldmark) i el patró or.
El mot neerlandès daalder (am -d- epentètic), el tolar, utilitzat a Eslovènia entre el 1991 i el 2007 i del dòlar utilitzat per diferents països deriven tots de la paraula tàler.